# Бенце Біцо
Бенце Біцо (угор. Bence Biczó, 19 січня 1993) — угорський плавець.
Олімпійський юнацький чемпіон 2010 року, учасник Ігор 2012 року.
Призер Чемпіонату Європи з водних видів спорту 2012, 2014 років.
Призер Чемпіонату Європи з плавання на короткій воді 2010 року.